# If You Have to Ask
"If You Have to Ask" é uma canção da banda americana Red Hot Chili Peppers, lançada como quinto e último single retirado do álbum Blood Sugar Sex Magik. No vídeo musical aparece Arik Marshall, guitarrista que substituiu John Frusciante, na banda. 
Consiste apenas em mostrar cenas da banda executando a canção, sobreposta com a faixa original do álbum. No final da canção, depois que o guitarrista John Frusciante desempenha o seu solo, ouve-se a produção e o restante da banda o aplaudindo.

## Faixas
CD single (1993)
1. "If You Have to Ask" (Editada)
2. "If You Have to Ask" (Disco Krisco Mix)
3. "If You Have to Ask" (Scott and Garth Mix)
4. "Give It Away" (In Progress from Funky Monks Video)

Single 12" (1993)
1. "If You Have to Ask" (Disco Krisco Mix)
2. "If You Have to Ask" (Álbum)
3. "If You Have to Ask" (Friday Night Fever Blister Mix)
4. "Give It Away" (In Progress from Funky Monks Video)